# Fosforan
Fosforan (systematický název λ5-fosfan) je hypotetická sloučenina pětivazného fosforu a vodíku, od níž jsou odvozeny organické deriváty souhrnně označované fosforany. Stabilním derivátem fosforanu je například pentafenylfosforan.
Molekuly fosforanů mají tvar trigonální bypiramidy, přičemž dvě vazby směřující k jejím vrcholům jsou delší než ostatní tři.
Běžnější a významnější než tyto fosforany jsou sloučeniny typu R3P=CR2.